# Людовік Блас
Людовік Блас (фр. Ludovic Blas, нар. 31 грудня 1997, Коломб, Франція) — французький футболіст, атакувальний півзахисник клубу «Ренн».

## Ігрова кар'єра

### Клубна
Людовік Блас є вихованцем клубу «Генгам». Починав грати за дублюючий склад в Аматорській лізі. 6 грудня 2015 року Блас дебютував в дорослій команді у матчі чемпіонату Франції. За чотири роки зіграв за клуб понад сто матчів. Пограв у складі команди у Другому дивізіоні.
Перед початком сезону 2019/20 підписав п'ятирічний контракт з клубом Ліги 1 «Нант». Контракт обійшовся клубу майже у 8 млн євро. У 2022 році разом з клубом виграв Кубок Франції, де став кращим бомбардиром турніру.
5 липня 2023 року за 15 млн. євро перейшов до «Ренна».

### Збірна
У 2016 році у складі юнацької збірної Франції (U-19) Людовік Блас став переможцем юнацької першості Європи. На турнірі взяв участь у п'яти матчах, де відзначився двома забитими голами.

## Титули
Нант
 Переможець Кубка Франції: 2021/22
Франція (U-19)
 Чемпіон Європи: 2016

## Особисте життя
Людовік Блас народився у Франції у родині вихідців з Мартиніки.